# 대구 상인동 가스 폭발 사고
대구 상인동 가스 폭발 사고(大邱上仁洞가스爆發事故)는 1995년 4월 28일 대구광역시 달서구 상인1동 상인네거리에서 대구 도시철도 1호선 상인역 공사 도중에 일어난 가스폭발 사고이다. 이 사고로 상인네거리 주변 지역은 전쟁터를 방불케 했다.

## 개요
1995년 4월 28일 금요일 오전 7시 52분경 대구광역시 달서구 상인1동 상인네거리 지하철 1호선 2공구 건설공사 남쪽 지점에 있는 롯데백화점 상인점(당시 대구백화점 상인점 예정 부지) 신축 공사장에서 그라우팅 및 보링 작업 중 75mm 구멍 31개를 굴착하다가 천공기로 도시가스 배관을 잘못 건드려 배관에 구멍이 뚫림으로써 가스가 누출되면서 발생한 사고다. 이후 가스가 인근 하수구를 통해 지하철 공사장으로 유입돼 원인미상의 불씨에 의해 폭발했고, 폭발음과 함께 50m의 불기둥이 치솟으면서 등굣길 학생 43명을 포함해 101명이 사망하고 202명이 부상을 입었으며 차량 통행을 위해 공사장 위에 임시 설치한 복공판 400m가 무너진 것은 물론 건물 346채, 자동차 152대가 파손되어 피해액은 540억원에 달했다.

## 원인
- 대형 공사장에서 지하 굴착을 할 경우에는 해당관청의 도로굴착 승인을 받고 가스관을 매설한 회사와 연락하여 가스관이 묻힌 위치를 문의한 후 공사를 진행해야 하나 공사 관계자들은 이를 무시하고 막무가내로 무허가 굴착 작업을 진행하였다.

- 공사를 진행했던 (주)표준개발은 가스관이 파손된 지 30분이나 지나서야 도시가스 측에 신고를 해서 피해를 더 키우게 되었다.

## 결과
학교 등교 시간에 벌어진 사고로, 영남중학교 재학생을 비롯한 등굣길 중고교생들의 피해가 컸다.
- 사망자 101명 (영남중학교 재학생 43명, 교사 1명, 경찰관 2명[2][3][4][5][6][7] 포함), 부상자 202명
- 차량 152대 파손, 주택 60채 파손 등 건물 피해 346건 피해액만 540억

## 여파
사고처리를 위해 설치된 검경 합동수사본부는 대구백화점 공사를 맡은 (주)표준개발의 과실에 의한 사고임을 밝혀내고 회사 관계자 9명을 업무상 과실치사상 등의 혐의로 구속 기소했으며, 징역 5년을 선고받았다. 물론 굴착기 운전수도 포함되었다.
이 사고로 지하 매설물에 대한 전산대장의 필요성이 대두되고, 당국의 안전관리 행정에 대한 비판이 크게 일었으며, 긴급 구난체계 및 통합 구조체계의 정비에 대한 정부와 국민의 목소리가 높아져, 시민단체를 중심으로 대책기구가 설립되고, 도시가스사업법 등 관계 법령의 개정을 가져왔다.
- 원인 측면 : 특별안전점검단 상설운영, 지하매설물 '매핑시스템' 조기 구성, 도로굴착 및 점유시 가스회사와 사전협의 의무화, 가스누출 탐지를 위한 가스검지기 휴대 의무화, 작업개시 전 가스누출 여부 확인 등
- 수습 측면 : 현장지휘권 일원화, 구조장비 보강 및 전문인력 양성, 인근병원 응급처치 후 시내병원으로 분산 후송, 신속한 프레스센터 설치 및 체계적인 홍보대책 수립, 사고현장 상황의 신속하고 정확한 보도로 피해자 신원파악 편의제공 등

이 사고의 여파로 대구백화점은 신축 중이던 상인점을 1999년 롯데쇼핑에 매각했고, 2004년 2월에 롯데백화점 상인점으로 개점하게 됐다.
2010년 8월 9일 서울 지하철 5호선 행당역 근처에서 일어난 241B번 BS106 1대의 가스 폭발 사고도 서울보다 상대적으로 대구에서 후폭풍이 컸다.

## 논란
김만수 당시 환경미화원이 사고 발생 4시간 전에 가스 냄새를 맡고 신고했다고 주장했으나, 바로 당일 밤에 'TV에 나오고 싶어 구라쳤다'라고 말했다.

## 방송 중계
일부 방송사에서 정규방송을 중단하였다. KBS는 KBS 2TV, KBS 제2라디오에서 대체 편성하였다. YTN은 속보나 특보 체제를 편성하였다.

## 학산공원 위령탑
대구광역시 달서구 월성1동 학산공원 안에 위령탑이 있다. 송일초등학교와 달서공업고등학교 사이에 있다.
2005년 4월 28일 마지막 추도식이 열렸다. 유족회가 10주기를 끝으로 추모행사를 열지 않기로 해 이날 추도식이 마지막 공식 추모행사가 됐다. 이날 추도식에는 유족과 시민 등 500여명이 참석해 희생자들의 넋을 달랬다.

## 관련 인물
- 임해남 (121번 버스기사 구한 의인자)
- 김기웅 (버스기사 구한 의인자)
- 손중오 (개인택시업, 인명 구한 의인자)
- 서지훈

## 그 외의 지역 사고
- 2003년 대구 지하철 화재 참사
- 2013년 대구 대명동 가스 폭발 사고